# Görög–olasz háború
A görög–olasz háború a Balkán-félszigeten, Görögország és Albánia területén zajlott az olasz és a görög haderő között a második világháború második évében. Már a görög hadjáratot megelőzően is az olasz államvezetés be akarta bizonyítani, hogy önállóan is tud sikeres hadjáratokat végrehajtani, a Harmadik Birodalom támogatása nélkül, hogy megvalósítsa a Mare Nostrum, a „Mi tengerünk” ideológiai elképzeléseit. Bár az olaszok az abesszíniai háború befejezésével kiterjesztették Olasz Kelet-Afrika határait Afrika szarván, majd 1940 kora nyarán Észak-Afrikában is eleinte sikereket értek el, a brit csapatok hamarosan visszavonulásra kényszerítették őket. Az olasz hadvezetés a becsületén esett csorbát az Olasz Líbiából vezetett Egyiptom elleni hadjáratával – mellyel kelet-afrikai kolóniáját is segítette volna – és egy új európai hadjárattal kívánta semmissé tenni, mely terepéül a olaszok uralta Albániával határos Görögországot szemelték ki. 1940. október 28-án indult meg az olasz támadás, mely a kezdeti sikereket követően megakadt. A kisebb létszámú, de elszánt görög alakulatok heves harcokat követően megállították az olaszokat, majd ellentámadásba átmenve behatoltak Albániába. A háború további hónapokon át folyt, de a fáradt és demoralizálódott olasz csapatok nem bírtak komolyabb áttörést végrehajtani. A decemberben megindított nagy erejű görög támadást követően az olasz vereség elkerülhetetlennek látszódott, de ezt a német beavatkozás megakadályozta.

## Előzmények
1936-ban Joánisz Metaxász görög tábornok ragadta magához a hatalmat az országban, és Mussolini fasiszta-paternalisztikus rendszeréhez rendkívül hasonló módon kormányozta az országot. Csak abban különbözött, hogy külpolitikájában megmaradt angolbarátnak. Miután 1939. április 7-én az olaszok végleg megszállták a kis Albániát és elűzték a királyt, Görögország szárazföldön is szomszédossá vált Olaszországgal. Miután kitört a második világháború és 1940-ben Olaszország is belépett, sikerekre volt szüksége Mussolininek, hogy hatalmát látszat-hassa szövetségének a Harmadik Birodalomnak, csakhogy a Rodolfo Graziani tábornok által vezetett olasz támadás az angolok ellen Afrikában gyorsan kifulladt, majd hamarosan a frissen érkezett brit tartalék erők visszaverték azt. De Olaszország, ha beveti az összes harcra fogható erejét, talán győzhetett volna Afrikában, viszont Mussolini újabb hadjáratot tervezett az Olasz Hadseregnek, mégpedig a szomszédos Görögország elfoglalását, ugyanis bábállamot akart ott létrehozni, illetve megakadályozni a briteket a vélt görögországi támaszpontok kiépítésében. Mindez azonban Hitler diplomáciai terveivel ellentétben állt.
Albánia 1939. április 7-ei megszállását követően azonnal megindult az olasz hadtestek áthajózása az Adriai-tengeren. A durrësi kikötőben heteken keresztül hajózták be a gyalogoshadosztályokat, nehézfegyvereket és harckocsikat. Albánia útjait ellepték a katonai konvojok, az eget az alacsonyan berepülő bombázók. Több város, köztük a főváros, Tirana idővel katonai tábor képét nyújtotta. A megszállás első hetében 75 ezernél több olasz katonát hajóztak át Albániába, akik nagy része elsősorban a déli országrészben, Korça és Gjirokastra térségében állomásozott. Nagy erőkkel megindult – elsősorban szintén a déli országrészben – egy mintegy 1500 kilométeres közúthálózat fejlesztése, országszerte barakkok, helyőrségek, katonai táborok és föld alatti repülőgéphangárok épültek. 1940 júniusára 100, 1940 augusztusára már 120 ezres olasz hadsereg tartózkodott albán földön. A számottevő hadseregmozgás és az alakulatok dél-albániai összpontosítása hátterében az olasz politikai és hadvezetés következő célja állt: Görögország lerohanása. Xhafer Ypi igazságügy-miniszter és Qazim Koculi eközben a kollaboráns Vërlaci-kormány megbízásából albán önkéntes zászlóaljakat szerveztek, amelyek szintén az olasz hadvezetés irányítása alá tartoztak.

## Szemben álló erők

### Olaszország
Olaszország meggyengült hadserege még mindig elég erős volt és egy nagy erejű hadjárat kivitelezésére elég erőt tudtak felvonultatni. A viszonylag kis görög hadsereggel szemben többszörös számbeli fölényük volt. Görögország elfoglalását a hadvezetés két támadó hadsereggel tervezte. Ezek összesen nyolc hadosztályból, 1 önálló hadműveleti csoportból (3 ezred), összesen 87 ezer emberből, 163 harckocsiból, 868 lövegből és 380 harci repülőből álltak. A támadásnak a tenger felőli biztosításának érdekében, a tengeri deszantok partra tételében Görögországban, valamint a csapatok és rakományok Olaszországból Albániába történő szállításában 54 nagyobb hadihajó, valamint 34 tengeralattjáró vett részt, amelyek Tarantóban, az Adriai-tengeren és Lérosz szigetén állomásoztak.

### Görögország
A támadás kezdetén a görög fegyveres haderő Epiruszban és Makedónia területén 120 ezer főt számlált. A görög vezérkar mozgósítási terve miatt az ország a védelemre összesen 15 feltöltött gyalogoshadosztályt, 1 lovashadosztályt és 4 gyalogosdandárt tudott küldeni. A légierő 156 repülőgépet számlált. Háború esetén a vezérkar ezeket az erőket az albán és a bolgár határ körzetébe összpontosította. A görög–albán határon állandó jelleggel elhelyezett határvédő görög csapatok 2 gyalogoshadosztályból, 2 gyalogosdandárból, 13 önálló gyalogos-zászlóaljból és 6 hegyi ütegből álltak. Összlétszámuk nagyjából 27 ezer főt tett ki. Harci technikai eszköz ezen a szakaszon igen kevés volt, mindössze 20 harckocsi, 36 harci repülőgép és 220 löveg.

## Olaszország hadműveleti terve
Az olaszok legfőbb célja az volt, hogy áttörjék a görög védelmet, majd a hadsereg szétzúzása után a gyorsan mozgó alakulat erőivel a gjirokastrai műút mentén kifejlesztve a sikert, elfoglalják Görögország északnyugati területét, Epiruszt, és tovább támadjanak Athén és Szaloniki irányába. Ezzel egy időben egy tengeri deszantnak Korfu görög szigetet kellett megszállnia. A szárazföldi csapatok előrenyomulásának biztosítása céljából a tervek szerint az Olasz Légierő csapásaival megbénította volna a görög közlekedési útvonalakat, egyúttal rettegésben tartotta volna a polgári lakosságot. Mindez hozzájárult volna a görög hadsereg mozgósításának és a védelemre való összpontosításának meghiúsulásához.
Ez teljességben presztízs háború volt, mivel Olaszország főleg győzelmi babérokra akart törni a háborúval. Joánisz Metaxász tábornok, görög miniszterelnök, külpolitikai téren a tengelyhatalmakhoz közeledett, de útjában állt az olasz balkáni törekvéseknek. Mivel azonban nem reagált az olasz provokációkra – az 1940. augusztus 15-én a görög Hellé nevű hadihajó elsüllyesztése –, ezt Mussolini a gyengeség jelének tekintette az ellenség részéről és elérkezettnek látta az időt a támadásra. Az olaszok határincidenseket provokáltak, majd ultimátumot intéztek a görög kormányhoz, amelyet az elutasított.

## A háború lefolyása

### Az olasz támadás
Az olasz hadvezetés végül 1940. október 28-án elérkezettnek látta az időt a Görögország elleni katonai lépésre. Hajnali három órakor ultimátumot intéztek Joánisz Metaxász görög miniszterelnökhöz, amelyben közelebbről meg nem határozott „fontos stratégiai pontokra” követelték az olasz csapatok bevonulásának engedélyezését. Ürügyül a már a korábbi hónapokban sulykolt Nagy-Albánia-kártya szolgált: az albán nacionalizmus indokolt igénye a görög területeken élő, elnyomással sújtott nemzettársak szabadságának biztosítása, a görög–albán határt megsértő provokatív cselekmények felszámolása. Az ultimátum határideje még le sem járt, amikor hajnali öt óra harminc perckor az olasz alakulatok átlépték a görög határt. Az első, görög földre lépő katonai egység egy albán önkéntesekből álló alakulat volt. Az albán Vërlaci-kormány még aznap hadat intézett Görögország ellen, és kommünikéjében teljes támogatásáról biztosította az olaszok katonai lépését. A támadás rossz időjárási körülmények között, zuhogó esőben a Jón-tenger partjaitól a Grámosz-hegységig húzódó államhatár teljes hosszában megindult, ettől északra, a Preszpa-tó vidékén csupán a határőrosztagok közötti összecsapásokra került sor. Epirusz vidékén a feketeinges és albán zászlóaljakkal, nehéztüzérséggel és légi erővel támogatott Giulia és Bari hadosztályok még aznap elérték és átlépték a Thíamisz folyót.

### A görög ellentámadás

A görög ellentámadás műveleti térképe

Már a hadjárat első napjai sem igazolták vissza Mussolini és az olasz hadvezetés korábbi optimizmusát. Egyes alakulataik ugyan gyakorlatilag ellenállás nélkül hatolhattak be görög területekre, némely pontokon azonban az öt gyalogos- és egy lovashadosztállyal megerősített határvédő alakulatok, az evzonok meglepően heves ellentámadása fogadta az agresszorokat. A háború ötödik napján, 1940. november 1-jén került sor a görögök első jelentős hadi sikerére: Aléxandrosz Papágosz főparancsnok parancsot az ellenség által fedezetlenül hagyott balszárny elleni támadásra, Flórina vidékéről visszaszorították az olasz csapatokat, és eközben 3 kilométer mélyen behatoltak albán területre. Ugyanezen a napon kezdte meg a Brit Királyi Légierő is a görög csapatok támogatását, amikor légi támadást intézett az albán főváros, Tirana ellen. A görög légierő ugyanezekben a napokban Durrëst, Gjirokastrát és Korçát bombázta, november 2-án pedig elfoglalták az első jelentősebb albán települést, Bilishtet.
| „                                                   | Az ellenség valamelyest előrenyomult, és tény, hogy a hadművelet nyolcadik napján a kezdeményezés az ő kezükben van. | ” |
| – Galeazzo Ciano olasz külügyminiszter, november 6. | |   |

Az olasz frontvonal gyakorlatilag felbomlott, megkezdődött a visszavonulás, számos hadi felszerelés és fogoly került a görögök kezére. A brit légierő továbbra is hevesen bombázta a dél-albániai hátország nagyobb városait, súlyos károkat okozva a hadászatilag kiemelt stratégiai jelentőségű durrësi és vlorai objektumokban. Legtovább a Giulia hegyi hadosztály tartott ki, amely az előzetes hadi tervnek megfelelően megközelítette Mécovo városát, de az evzonok november 10-ei heves ellentámadása szétszórta soraikat. Az olaszok sebesültjeiket és fegyvereiket hátrahagyva menekültek, 5 ezren hadi fogságba kerültek, s számosan fulladtak a nagy esőzésben megduzzadt Aóoszba. Az olasz hadvezetés válságtanácskozásai során a harcoló alakulatok létszámának és fegyverzetének növeléséről, további hadosztályok Albániába vezényléséről döntött, november 9-én pedig leváltották az albániai olasz hadtestek főparancsnoki tisztéből Sebastiano Visconti Prascát, és utódjául Ubaldo Soddu tábornokot tették meg. A görög hadsereg november 19-én elfoglalta Ersekát, november 20-án Leskovikot, november 22-én Korçát (az olasz hadsereg egyik legfontosabb bázisát), december 1-jén Pogradecet, december 6-án Sarandát, december 8-án pedig Gjirokastrát. Ezzel alig hat héttel a háború kitörését követően a frontvonal teljes hosszában immár albán területen húzódott.

### A dél-albániai hátország
Metaxász görög miniszterelnök hivatalos kommünikéjében világossá tette, hogy céljuk az albánok szabadságának visszaadása. Az olasz hadvezetés ugyanakkor cinikus propagandaüzeneteiben azt kommunikálta, hogy a görög hadi sikerek a szövetségesek győzelmét, ezzel Albánia függetlenségének elveszítését idézhetik elő. A dél-albániai lakosság eleinte örömmel fogadta a görög hadsereg ellentámadását, előretörését és albán földön elért hadi sikereit. Irreguláris alakulataik a görög hadsereg oldalán részt vettek az olaszok elleni harcban, szabotázsakciókat hajtottak végre. Az olasz katonai irányítás alatt álló albán zászlóaljakból nagy számban dezertáltak, és álltak át az ellenség soraiba. Időközben az is szóba került, hogy a görög hadsereg irányítása alatt albán önkéntesekből álló hadosztályt szervezzenek. Az olasz hadvezetés ezt látva egyre több albán egységet vont vissza a frontvonalból. Mussolini egy 1940. november 20-án kelt, Adolf Hitlernek írt levelében a katonai kudarc egyik legfőbb okát az albán zászlóaljak engedetlenségében, az albán katonák nagy arányú dezertálásában jelölte meg. A Korça, Gjirokastra és Himara vidékét megszálló görög katonai parancsnokság azonban hamarosan világossá tette, hogy Görögország bekebelezni készül a dél-albániai területeket. Nyilvános megnyilatkozásaikban a „görögök lakta területek hazatérését” üdvözölték, Himara térségét pedig formálisan is Görögországhoz csatolták. Ezt látva az albán önkéntesek letették a fegyvert, és nem segítették többé a görögök előrenyomulását.

### A görög ellentámadás megtorpanása
Az év végével az olasz hadvezetés korábbi döntése értelmében megduplázta Albániában harcoló alakulatai létszámát. Az olasz hadtörzs adatai alapján 1941. január 1-jén 10 613 tiszt, 261 850 alacsonyabb rangú katona harcolt Albániában, a motorizált járművek száma 7563-ra, a teherhordó állatoké 32 871 -re rúgott. A görög ellentámadás irama is megtorpant, ennek ellenére 1941 elején az olaszok ismét sorozatos veszteségeket szenvedtek a görögöktől a Shkumbin felső völgyében, Voskopoja környékén, a Vjosa völgyében és Himara térségében egyaránt. A fontosabb stratégiai pontokat, Këlcyrát, Tepelenát, Beratot, Elbasant és Vlorát tartani tudták. A szövetséges légi erők mindeközben folyamatosan bombáztak dél-albániai célpontokat (Vlora, Berat, Elbasan), érzékeny veszteségeket okozva az olaszoknak, de olasz bombázók is támadták a görög kézen lévő Korçát. 1941. január 10-én végül a görögök bevették Këlcyrát, amivel a Vjosa völgyén át megnyílt az út az északabbra fekvő területekre, az olaszok folytatták visszavonulásukat. Különösen érzékeny veszteség volt az olaszok számára a nem sokkal korábban behajózott, nagy ütőképességű Toszkána Farkasai gyalogoshadosztály 77. ezredének január 16-ai elveszítése, amit pár nappal később a hadosztály másik két ezredének megsemmisülése követett. A hónap végéig a háború során foglyul ejtett olasz katonák száma elérte a 18 500 -at.
A helyzet annyira komollyá vált, hogy január 25-én Mussolini elrendelte több miniszter és fasiszta állami vezető felszerelését és az albániai frontra vezénylését. Január 28-án elsőként Giuseppe Bottai oktatásügyi miniszter és Roberto Farinacci tárca nélküli miniszter, a fasiszta párt korábbi főtitkára jelentkeztek „önkéntesként” a frontvonalon. Február 3-áig a Mussolini-kormány további hét minisztere és további mintegy huszonöt fasiszta vezető harcolt Albániában – parancsnoki pozíciókban, de legtöbbjük minden katonai tapasztalat nélkül. Márciusban az olasz haderő összpontosított ellentámadásokat intézett a görög csapatok ellen a front minden pontján, de minden látványos siker nélkül, március közepére pedig az olaszok a korábbi frontvonal mögé szorultak.

### Az olasz–német tavaszi hadjárat
Az olasz katonai helyzetet végül a náci Németország hadserege mentette meg. A német hadvezetés és Hitler már 1941. január 11-én kihirdetett 22. számú napi parancsában akként reagált az olasz katonai kudarcra, hogy a Wehrmachtnak katonai és politikai kötelessége szövetségesei megsegítése az albániai hadszíntéren. Egy teljes hadtestet Albániába vezénylését helyezték kilátásba, amelynek része volt egy hegyihadosztály is. Az események végül némileg másképp alakultak. A Wehrmacht 1941. április 6-án hadüzenet nélkül lerohanta Jugoszláviát, április 8-án már a déli Szkopje és Bitola is a kezükön volt. Ezt követően az egyesített olasz és német erők április 13-án megkezdték a görög csapatok ellen intézett támadást. Hamarosan visszafoglalták Korça vidékét, április 17-én a görögök kiürítették Këlcyrát és Ersekát, április 18-án Përmetet, Gjirokastrát és Porto Palermót, április 19-én pedig Sarandát. Április 22-ére a görög csapatokat teljesen kiszorították Albánia területéről, másnap pedig az Epiruszban harcoló görög hadsereg parancsnoka letette a fegyvert.

### A német megszállás
A Wehrmacht támadása nagyobb sikereket hozott a tengelyhatalmak számára. A thermopülai csata a tengelyhatalmak javára ért véget, a szövetségesek pedig Kréta szigetére menekültek. Hitler a sziget elfoglalását is elhatározta, ezért május végén megindította a Merkur hadműveletet. A görögök és szövetségeseik minden elszántsága ellenére itt is a tengelyhatalmak győztek: a görög állam végleg vereséget szenvedett.

## A harcok vége, eredménye és a háború következményei
A tengelyhatalmak döntő győzelmet arattak Görögország felett. Mussolini bábállamot hozott létre (lásd Pindoszi Fejedelemség és Macedón Vajdaság), így az olasz hadműveleti célok végül teljesültek. 1942-ben kitört a görög polgárháború, ami egészen 1949-ig tartott. A bábállam első irányítója, I. Alkibiádész király görögellenes politikát folytatott, bár a macedónok és a zsidók támogatták. Az ország csak a második világháború végén szabadult fel és belpolitikai megosztottsága évtizedekig behatárolta külpolitikai lehetőségeit.